# Энергия-Д
«Энергия-Д» — ранее существовавший российский футбольный клуб из Камышина.

## История
Команда являлась дублирующим составом футбольного клуба «Текстильщик» Камышин, который в 1992—1996 годах играл в высшей российской лиге. В сезонах 1992 и 1997 годов выступала в соревнованиях под эгидой Профессиональной футбольной лиги, в 1992 году под названием «Текстильщик»-Д.
В ходе сезона 1992 года у команды было 5 неявок на гостевые матчи первенства второй лиги, на один домашний матч не явился соперник. В этих матчах неявившимся были присуждены технические поражения (0:3).
В разгар сезона 1997 года являвшаяся спонсором клуба с 1996 года энергетическая компания РАО «ЕЭС России» перестала оказывать финансовую поддержку, и главная команда (носившая в том году названия «Энергия») оказалась на грани снятия с первой лиги. Выступавшая в третьей лиге команда «Энергия»-Д была снята с первенства после первого круга (в оставшихся календарных матчах ей были засчитаны технические поражения со счётом 0:3), и расформирована, а во втором круге турнира первой лиги за «Энергию», из которой ушли 12 сильнейших игроков, играли футболисты дублирующего состава.

## Статистика выступлений
| Сезон | Турнир (уровень в системе лиг) | Место    | И  | В | Н | П  | Мячи   | О  | Примечание                 |
| ----- | ------------------------------ | -------- | -- | - | - | -- | ------ | -- | -------------------------- |
| 1992  | Вторая лига, зона 2 (3)        | 22 из 22 | 42 | 4 | 2 | 36 | 36-152 | 10 |                            |
| 1997  | Третья лига, зона 2 (4)        | 15 из 16 | 24 | 2 | 3 | 25 | 13-79  | 9  | Снятие после первого круга |

## Главные тренеры
- Пармузин, Владимир Алексеевич (1992)
- Сизов, Олег Геннадьевич (1997)

Комментарий
1. ↑  Встречался также вариант с иным расположением кавычек, например, в еженедельнике «Футбол» — «Энергия»-Д.